# Flèche wallonne 2006
La 70e édition de la Flèche wallonne a lieu le 19 avril 2006.
C’est l’une des classiques les plus prisées du calendrier international. De Charleroi à Huy, les quelque deux cents kilomètres du parcours casse-pattes de la Flèche wallonne proposent une succession de côtes favorables aux puncheurs. Moins longue et moins tactique que son aînée Liège-Bastogne-Liège, la Flèche offre aux hommes en forme une occasion rêvée d’ouvrir ou de meubler un palmarès.
Cette année en 2006, tout à la fois point d’orgue et point final, le fameux Mur de Huy, aux pentes vertigineuses, n’autorise pas la moindre faiblesse. Les champions sûrs de leur force forgent ici leur victoire sur les rampes les plus rudes. Davide Rebellin il y a deux ans, Danilo Di Luca l’an passé, y furent intraitables, justifiant pleinement leur rang de favori.

## Présentation

### Equipes
La Flèche wallonne figurant au calendrier du ProTour, les 20 UCI Proteams sont présentes, auxquelles il faut ajouter les 5 équipes continentales invitées.
| ProTeams (20)- AG2R Prévoyance - Bouygues Télécom - Cofidis-Le Crédit par Téléphone - Crédit agricole - Davitamon-Lotto - Discovery Channel - La Française des jeux - Euskaltel-Euskadi - Gerolsteiner - Caisse d'Épargne-Illes Balears - Lampre-Fondital - Liberty Seguros-Würth - Liquigas - Phonak Hearing Systems - Quick Step-Innergetic - Rabobank - Saunier Duval-Prodir - CSC - Team Milram - T-Mobile Équipes continentales professionnelles (5)- Agritubel - Barloworld - Chocolade Jacques-Topsport Vlaanderen - Landbouwkrediet-Colnago - Unibet.com |
| |

## Récit de la course
L'échappée matinale est reprise à treize kilomètres de l'arrivée. David Etxebarria mène l'effort du peloton durant l'ascension finale. Il craque avant le dernier virage, qui est abordé de front par un trio Alejandro Valverde-Danilo Di Luca-Samuel Sanchez. Valverde se détache dans la ligne droite et remporte la course devant Samuel Sanchez. Karsten Kroon, revenu d'un peu plus loin, complète le podium.

## Classements

### Classement de la course
| \| Classement général \| Classement général \| Classement général \| Classement général \| Classement général \| \| Coureur \| Coureur \| Pays \| Équipe \| Temps \| \| ------------------ \| --------------------- \| ------------------ \| ------------------------------ \| ------------------ \| \| 1er \| Alejandro Valverde \| Espagne \| Caisse d'Épargne-Illes Balears \| 4 h 42 min 45 s \| \| 2e \| Samuel Sánchez \| Espagne \| Euskaltel-Euskadi \| + 0 s \| \| 3e \| Karsten Kroon \| Pays-Bas \| CSC \| + 0 s \| \| 4e \| Fränk Schleck \| Luxembourg \| CSC \| + 0 s \| \| 5e \| Patrik Sinkewitz \| Allemagne \| T-Mobile \| + 0 s \| \| 6e \| Danilo Di Luca \| Italie \| Liquigas \| + 0 s \| \| 7e \| David Etxebarria \| Espagne \| Liberty Seguros-Würth \| + 0 s \| \| 8e \| Koldo Gil \| Espagne \| Saunier Duval-Prodir \| + 0 s \| \| 9e \| Sergueï Ivanov \| Russie \| T-Mobile \| + 0 s \| \| 10e \| Matthias Kessler \| Allemagne \| T-Mobile \| + 0 s \| \| 11e \| Fabian Wegmann \| Allemagne \| Gerolsteiner \| + 0 s \| \| 12e \| Paolo Bettini \| Italie \| Quick Step-Innergetic \| + 0 s \| \| 13e \| Benoît Salmon \| France \| Agritubel \| + 0 s \| \| 14e \| Eddy Mazzoleni \| Italie \| T-Mobile \| + 0 s \| \| 15e \| Juan José Cobo \| Espagne \| Saunier Duval-Prodir \| + 0 s \| \| 16e \| Igor Astarloa \| Espagne \| Barloworld \| + 0 s \| \| 17e \| Maxim Iglinskiy \| Kazakhstan \| Team Milram \| + 0 s \| \| 18e \| Iban Mayo \| Espagne \| Euskaltel-Euskadi \| + 0 s \| \| 19e \| Christopher Horner \| États-Unis \| Davitamon-Lotto \| + 0 s \| \| 20e \| Jurgen Van den Broeck \| Belgique \| Discovery Channel \| + 0 s \| |                       |            |                                |                 |
| |                       |            |                                |                 |
| |                       |            |                                |                 |
| Classement général |                       |            |                                |                 |
| Coureur | Coureur               | Pays       | Équipe                         | Temps           |
| 1er | Alejandro Valverde    | Espagne    | Caisse d'Épargne-Illes Balears | 4 h 42 min 45 s |
| 2e | Samuel Sánchez        | Espagne    | Euskaltel-Euskadi              | + 0 s           |
| 3e | Karsten Kroon         | Pays-Bas   | CSC                            | + 0 s           |
| 4e | Fränk Schleck         | Luxembourg | CSC                            | + 0 s           |
| 5e | Patrik Sinkewitz      | Allemagne  | T-Mobile                       | + 0 s           |
| 6e | Danilo Di Luca        | Italie     | Liquigas                       | + 0 s           |
| 7e | David Etxebarria      | Espagne    | Liberty Seguros-Würth          | + 0 s           |
| 8e | Koldo Gil             | Espagne    | Saunier Duval-Prodir           | + 0 s           |
| 9e | Sergueï Ivanov        | Russie     | T-Mobile                       | + 0 s           |
| 10e | Matthias Kessler      | Allemagne  | T-Mobile                       | + 0 s           |
| 11e | Fabian Wegmann        | Allemagne  | Gerolsteiner                   | + 0 s           |
| 12e | Paolo Bettini         | Italie     | Quick Step-Innergetic          | + 0 s           |
| 13e | Benoît Salmon         | France     | Agritubel                      | + 0 s           |
| 14e | Eddy Mazzoleni        | Italie     | T-Mobile                       | + 0 s           |
| 15e | Juan José Cobo        | Espagne    | Saunier Duval-Prodir           | + 0 s           |
| 16e | Igor Astarloa         | Espagne    | Barloworld                     | + 0 s           |
| 17e | Maxim Iglinskiy       | Kazakhstan | Team Milram                    | + 0 s           |
| 18e | Iban Mayo             | Espagne    | Euskaltel-Euskadi              | + 0 s           |
| 19e | Christopher Horner    | États-Unis | Davitamon-Lotto                | + 0 s           |
| 20e | Jurgen Van den Broeck | Belgique   | Discovery Channel              | + 0 s           |

### Classements du ProTour
a course attribue des points au classement UCI ProTour 2006 selon le barème suivant :
| Position           | 1er | 2e | 3e | 4e | 5e | 6e | 7e | 8e | 9e | 10e |
| Classement général | 40  | 30 | 25 | 20 | 15 | 11 | 7  | 5  | 3  | 1   |

Après cette neuvième épreuve le classement est le suivant :
| #  | Coureur             | Équipe                         | Points | Précédent | Evolution     |
| -- | ------------------- | ------------------------------ | ------ | --------- | ------------- |
| 1  | Tom Boonen          | Quick Step-Innergetic          | 129    | 1         | en stagnation |
| 2  | Alessandro Ballan   | Lampre-Fondital                | 105    | 2         | en stagnation |
| 3  | Samuel Sanchez      | Euskaltel-Euskadi              | 89     | 9         | +6            |
| 4  | Alejandro Valverde  | Caisse d'Épargne-Illes Balears | 86     | ??        | ??            |
| 5  | Fränk Schleck       | CSC                            | 85     | 7         | +2            |
| 6  | Fabian Cancellara   | CSC                            | 84     | 3         | -3            |
| 7  | Alessandro Petacchi | Milram                         | 72     | 4         | -3            |
| 8  | Antonio Colom       | Caisse d'Épargne-Illes Balears | 71     | 5         | -3            |
| 9  | Filippo Pozzato     | Quick Step-Innergetic          | 70     | 6         | -3            |
| 10 | Karsten Kroon       | Discovery Channel              | 60     | ??        | ??            |

| #  | Équipe                         | Points | Précédent | Evolution     |
| -- | ------------------------------ | ------ | --------- | ------------- |
| 1  | CSC                            | 132    | 1         | en stagnation |
| 2  | T-Mobile                       | 117    | 7         | +5            |
| 3  | Rabobank                       | 115    | 4         | +1            |
| 4  | Gerolsteiner                   | 113    | 2         | -2            |
| 5  | Quick Step-Innergetic          | 109    | 3         | -2            |
| 6  | Lampre-Fondital                | 108    | 8         | +2            |
| 7  | Discovery Channel              | 105    | 4         | -3            |
| 7  | Davitamon-Lotto                | 105    | 8         | +1            |
| 9  | Phonak                         | 98     | 6         | -3            |
| 10 | Caisse d'Épargne-Illes Balears | 94     | 10        | en stagnation |

| #  | Pays       | Points | Précédent | Evolution     |
| -- | ---------- | ------ | --------- | ------------- |
| 1  | Espagne    | 347    | 2         | +1            |
| 2  | Italie     | 312    | 1         | -1            |
| 3  | Belgique   | 213    | 3         | en stagnation |
| 4  | Pays-Bas   | 178    | 4         | en stagnation |
| 5  | Suisse     | 142    | 5         | en stagnation |
| 6  | Allemagne  | 139    | 6         | en stagnation |
| 7  | États-Unis | 119    | 7         | en stagnation |
| 8  | Luxembourg | 85     | 8         | en stagnation |
| 9  | Norvège    | 45     | 9         | en stagnation |
| 10 | Autriche   | 32     | 10        | en stagnation |

## Liste des participants
Liste des engagés : 25 équipes, maximum 10 coureurs sélectionnés et 8 partants par équipe, 200 coureurs maximum (la liste définitive des partants a été connue mardi 18 avril 2006, sont listés ici les sélectionnés effectivement partants et classés le jour de la course le 19 avril) ; en gras les principaux engagés des équipes :
| Liquigas LIQ | Liquigas LIQ                 | Liquigas LIQ |
| ------------ | ---------------------------- | ------------ |
| Num          | Coureur                      | Pos          |
| 1            | Danilo Di Luca (ITA)         | 6e           |
| 2            | Patrick Calcagni (SUI)       | 96e          |
| 3            | Kjell Carlström (FIN)        | AB           |
| 4            | Stefano Garzelli (ITA)       | 30e          |
| 5            | Matej Mugerli (SLO)          | 99e          |
| 6            | Vincenzo Nibali (ITA)        | 112e         |
| 7            | Luca Paolini (ITA)           | AB           |
| 8            | Alessandro Spezialetti (ITA) | 129e         |

| CSC | CSC                         | CSC  |
| --- | --------------------------- | ---- |
| Num | Coureur                     | Pos  |
| 11  | Ivan Basso (ITA)            | 32e  |
| 12  | Karsten Kroon (NED)         | 3e   |
| 13  | Peter Luttenberger (AUT)    | 95e  |
| 14  | Carlos Sastre (ESP)         | 90e  |
| 15  | Fränk Schleck (LUX)         | 4e   |
| 16  | Nicki Sørensen (DEN)        | 140e |
| 17  | Christian Vande Velde (USA) | AB   |
| 18  | Jens Voigt (GER)            | 82e  |

| Discovery Channel DSC | Discovery Channel DSC       | Discovery Channel DSC |
| --------------------- | --------------------------- | --------------------- |
| Num                   | Coureur                     | Pos                   |
| 21                    | José Azevedo (POR)          | 47e                   |
| 22                    | Fumiyuki Beppu (JPN)        | 106e                  |
| 23                    | Stijn Devolder (BEL)        | AB                    |
| 24                    | Vladimir Gusev (RUS)        | AB                    |
| 26                    | Benoît Joachim (LUX)        | 103e                  |
| 27                    | Guennadi Mikhailov (RUS)    | 110e                  |
| 28                    | Jurgen Van den Broeck (BEL) | 20e                   |

| Gerolsteiner GST | Gerolsteiner GST        | Gerolsteiner GST |
| ---------------- | ----------------------- | ---------------- |
| Num              | Coureur                 | Pos              |
| 31               | Davide Rebellin (ITA)   | AB               |
| 33               | Matthias Russ (GER)     | 153e             |
| 34               | Ronny Scholz (GER)      | 98e              |
| 35               | Stefan Schumacher (GER) | 155e             |
| 36               | Fabian Wegmann (GER)    | 11e              |
| 37               | Beat Zberg (SUI)        | 97e              |
| 38               | Markus Zberg (SUI)      | AB               |
| 39               | Markus Fothen (GER)     | AB               |

| Quick Step-Innergetic QSI | Quick Step-Innergetic QSI  | Quick Step-Innergetic QSI |
| ------------------------- | -------------------------- | ------------------------- |
| Num                       | Coureur                    | Pos                       |
| 41                        | Paolo Bettini (ITA)        | 12e                       |
| 42                        | Serge Baguet (BEL)         | 85e                       |
| 43                        | Kevin De Weert (BEL)       | AB                        |
| 44                        | Addy Engels (NED)          | 133e                      |
| 45                        | Juan Manuel Gárate (ESP)   | 132e                      |
| 46                        | José Antonio Garrido (ESP) | AB                        |
| 47                        | Bram Tankink (NED)         | 124e                      |
| 48                        | Cédric Vasseur (FRA)       | 46e                       |

| Rabobank RAB | Rabobank RAB            | Rabobank RAB |
| ------------ | ----------------------- | ------------ |
| Num          | Coureur                 | Pos          |
| 51           | Denis Menchov (RUS)     | AB           |
| 52           | Bram de Groot (NED)     | 117e         |
| 53           | Erik Dekker (NED)       | 49e          |
| 54           | Óscar Freire (ESP)      | 75e          |
| 55           | Alexandr Kolobnev (RUS) | 29e          |
| 56           | Joost Posthuma (NED)    | 62e          |
| 57           | Pieter Weening (NED)    | 24e          |
| 58           | Thomas Dekker (NED)     | 39e          |

| Phonak Hearing Systems PHO | Phonak Hearing Systems PHO     | Phonak Hearing Systems PHO |
| -------------------------- | ------------------------------ | -------------------------- |
| Num                        | Coureur                        | Pos                        |
| 61                         | Axel Merckx (BEL)              | 76e                        |
| 62                         | Bert Grabsch (GER)             | 84e                        |
| 63                         | Jonathan Patrick McCarty (USA) | 94e                        |
| 64                         | Koos Moerenhout (NED)          | AB                         |
| 65                         | Alexandre Moos (SUI)           | 92e                        |
| 66                         | Steve Morabito (SUI)           | 105e                       |
| 67                         | Uroš Murn (SLO)                | 63e                        |
| 68                         | Steve Zampieri (SUI)           | 93e                        |

| Lampre-Fondital LAM | Lampre-Fondital LAM      | Lampre-Fondital LAM |
| ------------------- | ------------------------ | ------------------- |
| Num                 | Coureur                  | Pos                 |
| 71                  | Salvatore Commesso (ITA) | 79e                 |
| 72                  | Giuliano Figueras (ITA)  | 26e                 |
| 73                  | Marco Marzano (ITA)      | 37e                 |
| 74                  | Ruggero Marzoli (ITA)    | 25e                 |
| 75                  | Evgueni Petrov (RUS)     | 88e                 |
| 76                  | Tadej Valjavec (SLO)     | 53e                 |

| Davitamon-Lotto DVL | Davitamon-Lotto DVL      | Davitamon-Lotto DVL |
| ------------------- | ------------------------ | ------------------- |
| Num                 | Coureur                  | Pos                 |
| 81                  | Cadel Evans (AUS)        | 122e                |
| 82                  | Mario Aerts (BEL)        | 38e                 |
| 83                  | Christophe Brandt (BEL)  | 40e                 |
| 84                  | Christopher Horner (USA) | 19e                 |
| 85                  | Josep Jufré (ESP)        | 42e                 |
| 86                  | Björn Leukemans (BEL)    | 36e                 |
| 87                  | Wim Van Huffel (BEL)     | AB                  |
| 88                  | Johan Vansummeren (BEL)  | 57e                 |

| T-Mobile TMO | T-Mobile TMO           | T-Mobile TMO |
| ------------ | ---------------------- | ------------ |
| Num          | Coureur                | Pos          |
| 91           | Kim Kirchen (LUX)      | 86e          |
| 92           | Scott Davis (AUS)      | 138e         |
| 93           | Sergueï Ivanov (RUS)   | 9e           |
| 94           | Matthias Kessler (GER) | 10e          |
| 95           | Eddy Mazzoleni (ITA)   | 14e          |
| 96           | Patrik Sinkewitz (GER) | 5e           |
| 97           | Steffen Wesemann (SUI) | 83e          |
| 98           | Thomas Ziegler (GER)   | AB           |

| Liberty Seguros-Würth LSW | Liberty Seguros-Würth LSW  | Liberty Seguros-Würth LSW |
| ------------------------- | -------------------------- | ------------------------- |
| Num                       | Coureur                    | Pos                       |
| 101                       | Andrey Kashechkin (KAZ)    | 80e                       |
| 102                       | Alberto Contador (ESP)     | 45e                       |
| 103                       | Allan Davis (AUS)          | 87e                       |
| 104                       | David Etxebarria (ESP)     | 7e                        |
| 105                       | Jörg Jaksche (GER)         | 70e                       |
| 106                       | José Antonio Redondo (ESP) | 154e                      |
| 107                       | Marcos Serrano (ESP)       | 143e                      |
| 108                       | Ángel Vicioso (ESP)        | 35e                       |

| Caisse d'Épargne-Illes Balears CEI | Caisse d'Épargne-Illes Balears CEI | Caisse d'Épargne-Illes Balears CEI |
| ---------------------------------- | ---------------------------------- | ---------------------------------- |
| Num                                | Coureur                            | Pos                                |
| 111                                | Alejandro Valverde (ESP)           | 1er                                |
| 112                                | David Arroyo (ESP)                 | 73e                                |
| 113                                | José Vicente García Acosta (ESP)   | AB                                 |
| 114                                | Nicolas Portal (FRA)               | 72e                                |
| 115                                | Vicente Reynés (ESP)               | 77e                                |
| 116                                | Joaquim Rodríguez (ESP)            | 34e                                |
| 117                                | Constantino Zaballa (ESP)          | 134e                               |
| 118                                | Aitor Pérez Arrieta (ESP)          | 74e                                |

| La Française des jeux FDJ | La Française des jeux FDJ  | La Française des jeux FDJ |
| ------------------------- | -------------------------- | ------------------------- |
| Num                       | Coureur                    | Pos                       |
| 121                       | Bradley McGee (AUS)        | 139e                      |
| 122                       | Sandy Casar (FRA)          | 66e                       |
| 123                       | Christophe Detilloux (BEL) | 152e                      |
| 124                       | Frédéric Finot (FRA)       | AB                        |
| 125                       | Philippe Gilbert (BEL)     | 21e                       |
| 126                       | Gustav Larsson (SWE)       | 126e                      |
| 127                       | Thomas Lövkvist (SWE)      | 125e                      |
| 128                       | Benoît Vaugrenard (FRA)    | AB                        |

| Team Milram MRM | Team Milram MRM          | Team Milram MRM |
| --------------- | ------------------------ | --------------- |
| Num             | Coureur                  | Pos             |
| 131             | Maarten den Bakker (NED) | 119e            |
| 132             | Andriy Grivko (UKR)      | 33e             |
| 133             | Maxim Iglinskiy (KAZ)    | 17e             |
| 134             | Matej Jurčo (SVK)        | AB              |
| 135             | Daniel Musiol (GER)      | AB              |
| 136             | Fabio Sacchi (ITA)       | 81e             |
| 137             | Björn Schröder (GER)     | 107e            |

| Crédit Agricole C.A | Crédit Agricole C.A       | Crédit Agricole C.A |
| ------------------- | ------------------------- | ------------------- |
| Num                 | Coureur                   | Pos                 |
| 141                 | Pietro Caucchioli (ITA)   | 102e                |
| 142                 | Francesco Bellotti (ITA)  | 100e                |
| 143                 | Dmitriy Fofonov (KAZ)     | 58e                 |
| 144                 | Mads Kaggestad (NOR)      | AB                  |
| 145                 | Christophe Le Mével (FRA) | 141e                |
| 146                 | Rémi Pauriol (FRA)        | 121e                |
| 147                 | Benoît Poilvet (FRA)      | 108e                |
| 148                 | Nicolas Vogondy (FRA)     | 144e                |

| Cofidis-Le Crédit par Téléphone COF | Cofidis-Le Crédit par Téléphone COF | Cofidis-Le Crédit par Téléphone COF |
| ----------------------------------- | ----------------------------------- | ----------------------------------- |
| Num                                 | Coureur                             | Pos                                 |
| 151                                 | Leonardo Bertagnolli (ITA)          | 27e                                 |
| 152                                 | Sylvain Chavanel (FRA)              | 51e                                 |
| 153                                 | Thierry Marichal (BEL)              | 136e                                |
| 154                                 | Cristian Moreni (ITA)               | AB                                  |
| 155                                 | Iván Parra (COL)                    | 123e                                |
| 156                                 | Luis Pérez Rodríguez (ESP)          | AB                                  |
| 157                                 | Rik Verbrugghe (BEL)                | 50e                                 |

| Saunier Duval-Prodir SDV | Saunier Duval-Prodir SDV   | Saunier Duval-Prodir SDV |
| ------------------------ | -------------------------- | ------------------------ |
| Num                      | Coureur                    | Pos                      |
| 161                      | José Alberto Benítez (ESP) | 142e                     |
| 162                      | Rubens Bertogliati (SUI)   | 31e                      |
| 163                      | Koldo Gil (ESP)            | 8e                       |
| 164                      | Juan José Cobo (ESP)       | 15e                      |
| 165                      | Rubén Lobato (ESP)         | 137e                     |
| 166                      | Manuele Mori (ITA)         | AB                       |
| 167                      | Arkaitz Durán (ESP)        | 116e                     |

| Euskaltel-Euskadi EUS | Euskaltel-Euskadi EUS | Euskaltel-Euskadi EUS |
| --------------------- | --------------------- | --------------------- |
| Num                   | Coureur               | Pos                   |
| 171                   | Iban Mayo (ESP)       | 18e                   |
| 172                   | Joseba Albizu (ESP)   | 52e                   |
| 173                   | Andoni Aranaga (ESP)  | AB                    |
| 174                   | Iker Camaño (ESP)     | 71e                   |
| 175                   | Unai Etxebarria (VEN) | 151e                  |
| 176                   | Aitor Hernández (ESP) | 115e                  |
| 177                   | Iñaki Isasi (ESP)     | 54e                   |
| 178                   | Samuel Sánchez (ESP)  | 2e                    |

| Bouygues Telecom BTL | Bouygues Telecom BTL   | Bouygues Telecom BTL |
| -------------------- | ---------------------- | -------------------- |
| Num                  | Coureur                | Pos                  |
| 181                  | Jérôme Pineau (FRA)    | 41e                  |
| 182                  | Walter Bénéteau (FRA)  | 67e                  |
| 183                  | Olivier Bonnaire (FRA) | 130e                 |
| 184                  | Stef Clement (NED)     | 89e                  |
| 185                  | Pierre Drancourt (FRA) | 150e                 |
| 186                  | Didier Rous (FRA)      | 28e                  |
| 187                  | Matthieu Sprick (FRA)  | AB                   |
| 188                  | Thomas Voeckler (FRA)  | 22e                  |

| AG2R Prévoyance A2R | AG2R Prévoyance A2R     | AG2R Prévoyance A2R |
| ------------------- | ----------------------- | ------------------- |
| Num                 | Coureur                 | Pos                 |
| 191                 | Francisco Mancebo (ESP) | 23e                 |
| 192                 | José Luis Arrieta (ESP) | 146e                |
| 193                 | Philip Deignan (IRL)    | 113e                |
| 194                 | Samuel Dumoulin (FRA)   | 44e                 |
| 195                 | John Gadret (FRA)       | AB                  |
| 196                 | Stéphane Goubert (FRA)  | 64e                 |
| 197                 | Yuriy Krivtsov (UKR)    | AB                  |
| 198                 | Christophe Moreau (FRA) | 59e                 |

| Barloworld BAR | Barloworld BAR         | Barloworld BAR |
| -------------- | ---------------------- | -------------- |
| Num            | Coureur                | Pos            |
| 201            | Igor Astarloa (ESP)    | 16e            |
| 202            | Diego Caccia (ITA)     | 147e           |
| 203            | Giampaolo Cheula (ITA) | 91e            |
| 204            | Ryan Cox (RSA)         | 65e            |
| 205            | Mauro Facci (ITA)      | 135e           |
| 206            | Tiaan Kannemeyer (RSA) | 131e           |
| 207            | Hugo Sabido (POR)      | 60e            |
| 208            | Tom Southam (GBR)      | AB             |

| Unibet.com UNI | Unibet.com UNI              | Unibet.com UNI |
| -------------- | --------------------------- | -------------- |
| Num            | Coureur                     | Pos            |
| 211            | Ángel Castresana (ESP)      | 128e           |
| 212            | Johan Coenen (BEL)          | 109e           |
| 213            | Carlos García Quesada (ESP) | 78e            |
| 214            | Luis Pasamontes (ESP)       | 61e            |
| 215            | Matthé Pronk (NED)          | 145e           |
| 216            | Laurens ten Dam (NED)       | 55e            |
| 217            | Kurt Van de Wouwer (BEL)    | 118e           |
| 218            | Erwin Thijs (BEL)           | AB             |

| Agritubel AGR | Agritubel AGR             | Agritubel AGR |
| ------------- | ------------------------- | ------------- |
| Num           | Coureur                   | Pos           |
| 221           | Juan Miguel Mercado (ESP) | AB            |
| 222           | Aivaras Baranauskas (LTU) | AB            |
| 223           | Manuel Calvente (ESP)     | 56e           |
| 224           | Nicolas Crosbie (FRA)     | AB            |
| 225           | Moisés Dueñas (ESP)       | 127e          |
| 226           | Eduardo Gonzalo (ESP)     | AB            |
| 227           | Christophe Laurent (FRA)  | 43e           |
| 228           | Benoît Salmon (FRA)       | 13e           |

| Chocolade Jacques-Topsport Vlaanderen JAC | Chocolade Jacques-Topsport Vlaanderen JAC | Chocolade Jacques-Topsport Vlaanderen JAC |
| ----------------------------------------- | ----------------------------------------- | ----------------------------------------- |
| Num                                       | Coureur                                   | Pos                                       |
| 231                                       | Pieter Ghyllebert (BEL)                   | 104e                                      |
| 232                                       | Kurt Hovelijnck (BEL)                     | AB                                        |
| 233                                       | Serge Pauwels (BEL)                       | 101e                                      |
| 234                                       | Wesley Van Der Linden (BEL)               | 149e                                      |
| 235                                       | Frederik Veuchelen (BEL)                  | AB                                        |
| 236                                       | Frederik Willems (BEL)                    | 111e                                      |
| 237                                       | Maarten Wynants (BEL)                     | 68e                                       |
| 238                                       | Benny De Schrooder (BEL)                  | 114e                                      |

| Landbouwkrediet-Colnago LAN | Landbouwkrediet-Colnago LAN | Landbouwkrediet-Colnago LAN |
| --------------------------- | --------------------------- | --------------------------- |
| Num                         | Coureur                     | Pos                         |
| 241                         | Johan Verstrepen (BEL)      | AB                          |
| 242                         | Andy Cappelle (BEL)         | AB                          |
| 243                         | Bert De Waele (BEL)         | 48e                         |
| 244                         | Steven Kleynen (BEL)        | 69e                         |
| 245                         | Jean-Claude Lebeau (BEL)    | 148e                        |
| 246                         | Sven Renders (BEL)          | 120e                        |
| 247                         | Jean-Paul Simon (BEL)       | AB                          |
| 248                         | Frédéric Amorison (BEL)     | AB                          |

| Liquigas LIQ | Liquigas LIQ                 | Liquigas LIQ |
| ------------ | ---------------------------- | ------------ |
| Num          | Coureur                      | Pos          |
| 1            | Danilo Di Luca (ITA)         | 6e           |
| 2            | Patrick Calcagni (SUI)       | 96e          |
| 3            | Kjell Carlström (FIN)        | AB           |
| 4            | Stefano Garzelli (ITA)       | 30e          |
| 5            | Matej Mugerli (SLO)          | 99e          |
| 6            | Vincenzo Nibali (ITA)        | 112e         |
| 7            | Luca Paolini (ITA)           | AB           |
| 8            | Alessandro Spezialetti (ITA) | 129e         |

| CSC | CSC                         | CSC  |
| --- | --------------------------- | ---- |
| Num | Coureur                     | Pos  |
| 11  | Ivan Basso (ITA)            | 32e  |
| 12  | Karsten Kroon (NED)         | 3e   |
| 13  | Peter Luttenberger (AUT)    | 95e  |
| 14  | Carlos Sastre (ESP)         | 90e  |
| 15  | Fränk Schleck (LUX)         | 4e   |
| 16  | Nicki Sørensen (DEN)        | 140e |
| 17  | Christian Vande Velde (USA) | AB   |
| 18  | Jens Voigt (GER)            | 82e  |

| Discovery Channel DSC | Discovery Channel DSC       | Discovery Channel DSC |
| --------------------- | --------------------------- | --------------------- |
| Num                   | Coureur                     | Pos                   |
| 21                    | José Azevedo (POR)          | 47e                   |
| 22                    | Fumiyuki Beppu (JPN)        | 106e                  |
| 23                    | Stijn Devolder (BEL)        | AB                    |
| 24                    | Vladimir Gusev (RUS)        | AB                    |
| 26                    | Benoît Joachim (LUX)        | 103e                  |
| 27                    | Guennadi Mikhailov (RUS)    | 110e                  |
| 28                    | Jurgen Van den Broeck (BEL) | 20e                   |

| Gerolsteiner GST | Gerolsteiner GST        | Gerolsteiner GST |
| ---------------- | ----------------------- | ---------------- |
| Num              | Coureur                 | Pos              |
| 31               | Davide Rebellin (ITA)   | AB               |
| 33               | Matthias Russ (GER)     | 153e             |
| 34               | Ronny Scholz (GER)      | 98e              |
| 35               | Stefan Schumacher (GER) | 155e             |
| 36               | Fabian Wegmann (GER)    | 11e              |
| 37               | Beat Zberg (SUI)        | 97e              |
| 38               | Markus Zberg (SUI)      | AB               |
| 39               | Markus Fothen (GER)     | AB               |

| Quick Step-Innergetic QSI | Quick Step-Innergetic QSI  | Quick Step-Innergetic QSI |
| ------------------------- | -------------------------- | ------------------------- |
| Num                       | Coureur                    | Pos                       |
| 41                        | Paolo Bettini (ITA)        | 12e                       |
| 42                        | Serge Baguet (BEL)         | 85e                       |
| 43                        | Kevin De Weert (BEL)       | AB                        |
| 44                        | Addy Engels (NED)          | 133e                      |
| 45                        | Juan Manuel Gárate (ESP)   | 132e                      |
| 46                        | José Antonio Garrido (ESP) | AB                        |
| 47                        | Bram Tankink (NED)         | 124e                      |
| 48                        | Cédric Vasseur (FRA)       | 46e                       |

| Rabobank RAB | Rabobank RAB            | Rabobank RAB |
| ------------ | ----------------------- | ------------ |
| Num          | Coureur                 | Pos          |
| 51           | Denis Menchov (RUS)     | AB           |
| 52           | Bram de Groot (NED)     | 117e         |
| 53           | Erik Dekker (NED)       | 49e          |
| 54           | Óscar Freire (ESP)      | 75e          |
| 55           | Alexandr Kolobnev (RUS) | 29e          |
| 56           | Joost Posthuma (NED)    | 62e          |
| 57           | Pieter Weening (NED)    | 24e          |
| 58           | Thomas Dekker (NED)     | 39e          |

| Phonak Hearing Systems PHO | Phonak Hearing Systems PHO     | Phonak Hearing Systems PHO |
| -------------------------- | ------------------------------ | -------------------------- |
| Num                        | Coureur                        | Pos                        |
| 61                         | Axel Merckx (BEL)              | 76e                        |
| 62                         | Bert Grabsch (GER)             | 84e                        |
| 63                         | Jonathan Patrick McCarty (USA) | 94e                        |
| 64                         | Koos Moerenhout (NED)          | AB                         |
| 65                         | Alexandre Moos (SUI)           | 92e                        |
| 66                         | Steve Morabito (SUI)           | 105e                       |
| 67                         | Uroš Murn (SLO)                | 63e                        |
| 68                         | Steve Zampieri (SUI)           | 93e                        |

| Lampre-Fondital LAM | Lampre-Fondital LAM      | Lampre-Fondital LAM |
| ------------------- | ------------------------ | ------------------- |
| Num                 | Coureur                  | Pos                 |
| 71                  | Salvatore Commesso (ITA) | 79e                 |
| 72                  | Giuliano Figueras (ITA)  | 26e                 |
| 73                  | Marco Marzano (ITA)      | 37e                 |
| 74                  | Ruggero Marzoli (ITA)    | 25e                 |
| 75                  | Evgueni Petrov (RUS)     | 88e                 |
| 76                  | Tadej Valjavec (SLO)     | 53e                 |

| Davitamon-Lotto DVL | Davitamon-Lotto DVL      | Davitamon-Lotto DVL |
| ------------------- | ------------------------ | ------------------- |
| Num                 | Coureur                  | Pos                 |
| 81                  | Cadel Evans (AUS)        | 122e                |
| 82                  | Mario Aerts (BEL)        | 38e                 |
| 83                  | Christophe Brandt (BEL)  | 40e                 |
| 84                  | Christopher Horner (USA) | 19e                 |
| 85                  | Josep Jufré (ESP)        | 42e                 |
| 86                  | Björn Leukemans (BEL)    | 36e                 |
| 87                  | Wim Van Huffel (BEL)     | AB                  |
| 88                  | Johan Vansummeren (BEL)  | 57e                 |

| T-Mobile TMO | T-Mobile TMO           | T-Mobile TMO |
| ------------ | ---------------------- | ------------ |
| Num          | Coureur                | Pos          |
| 91           | Kim Kirchen (LUX)      | 86e          |
| 92           | Scott Davis (AUS)      | 138e         |
| 93           | Sergueï Ivanov (RUS)   | 9e           |
| 94           | Matthias Kessler (GER) | 10e          |
| 95           | Eddy Mazzoleni (ITA)   | 14e          |
| 96           | Patrik Sinkewitz (GER) | 5e           |
| 97           | Steffen Wesemann (SUI) | 83e          |
| 98           | Thomas Ziegler (GER)   | AB           |

| Liberty Seguros-Würth LSW | Liberty Seguros-Würth LSW  | Liberty Seguros-Würth LSW |
| ------------------------- | -------------------------- | ------------------------- |
| Num                       | Coureur                    | Pos                       |
| 101                       | Andrey Kashechkin (KAZ)    | 80e                       |
| 102                       | Alberto Contador (ESP)     | 45e                       |
| 103                       | Allan Davis (AUS)          | 87e                       |
| 104                       | David Etxebarria (ESP)     | 7e                        |
| 105                       | Jörg Jaksche (GER)         | 70e                       |
| 106                       | José Antonio Redondo (ESP) | 154e                      |
| 107                       | Marcos Serrano (ESP)       | 143e                      |
| 108                       | Ángel Vicioso (ESP)        | 35e                       |

| Caisse d'Épargne-Illes Balears CEI | Caisse d'Épargne-Illes Balears CEI | Caisse d'Épargne-Illes Balears CEI |
| ---------------------------------- | ---------------------------------- | ---------------------------------- |
| Num                                | Coureur                            | Pos                                |
| 111                                | Alejandro Valverde (ESP)           | 1er                                |
| 112                                | David Arroyo (ESP)                 | 73e                                |
| 113                                | José Vicente García Acosta (ESP)   | AB                                 |
| 114                                | Nicolas Portal (FRA)               | 72e                                |
| 115                                | Vicente Reynés (ESP)               | 77e                                |
| 116                                | Joaquim Rodríguez (ESP)            | 34e                                |
| 117                                | Constantino Zaballa (ESP)          | 134e                               |
| 118                                | Aitor Pérez Arrieta (ESP)          | 74e                                |

| La Française des jeux FDJ | La Française des jeux FDJ  | La Française des jeux FDJ |
| ------------------------- | -------------------------- | ------------------------- |
| Num                       | Coureur                    | Pos                       |
| 121                       | Bradley McGee (AUS)        | 139e                      |
| 122                       | Sandy Casar (FRA)          | 66e                       |
| 123                       | Christophe Detilloux (BEL) | 152e                      |
| 124                       | Frédéric Finot (FRA)       | AB                        |
| 125                       | Philippe Gilbert (BEL)     | 21e                       |
| 126                       | Gustav Larsson (SWE)       | 126e                      |
| 127                       | Thomas Lövkvist (SWE)      | 125e                      |
| 128                       | Benoît Vaugrenard (FRA)    | AB                        |

| Team Milram MRM | Team Milram MRM          | Team Milram MRM |
| --------------- | ------------------------ | --------------- |
| Num             | Coureur                  | Pos             |
| 131             | Maarten den Bakker (NED) | 119e            |
| 132             | Andriy Grivko (UKR)      | 33e             |
| 133             | Maxim Iglinskiy (KAZ)    | 17e             |
| 134             | Matej Jurčo (SVK)        | AB              |
| 135             | Daniel Musiol (GER)      | AB              |
| 136             | Fabio Sacchi (ITA)       | 81e             |
| 137             | Björn Schröder (GER)     | 107e            |

| Crédit Agricole C.A | Crédit Agricole C.A       | Crédit Agricole C.A |
| ------------------- | ------------------------- | ------------------- |
| Num                 | Coureur                   | Pos                 |
| 141                 | Pietro Caucchioli (ITA)   | 102e                |
| 142                 | Francesco Bellotti (ITA)  | 100e                |
| 143                 | Dmitriy Fofonov (KAZ)     | 58e                 |
| 144                 | Mads Kaggestad (NOR)      | AB                  |
| 145                 | Christophe Le Mével (FRA) | 141e                |
| 146                 | Rémi Pauriol (FRA)        | 121e                |
| 147                 | Benoît Poilvet (FRA)      | 108e                |
| 148                 | Nicolas Vogondy (FRA)     | 144e                |

| Cofidis-Le Crédit par Téléphone COF | Cofidis-Le Crédit par Téléphone COF | Cofidis-Le Crédit par Téléphone COF |
| ----------------------------------- | ----------------------------------- | ----------------------------------- |
| Num                                 | Coureur                             | Pos                                 |
| 151                                 | Leonardo Bertagnolli (ITA)          | 27e                                 |
| 152                                 | Sylvain Chavanel (FRA)              | 51e                                 |
| 153                                 | Thierry Marichal (BEL)              | 136e                                |
| 154                                 | Cristian Moreni (ITA)               | AB                                  |
| 155                                 | Iván Parra (COL)                    | 123e                                |
| 156                                 | Luis Pérez Rodríguez (ESP)          | AB                                  |
| 157                                 | Rik Verbrugghe (BEL)                | 50e                                 |

| Saunier Duval-Prodir SDV | Saunier Duval-Prodir SDV   | Saunier Duval-Prodir SDV |
| ------------------------ | -------------------------- | ------------------------ |
| Num                      | Coureur                    | Pos                      |
| 161                      | José Alberto Benítez (ESP) | 142e                     |
| 162                      | Rubens Bertogliati (SUI)   | 31e                      |
| 163                      | Koldo Gil (ESP)            | 8e                       |
| 164                      | Juan José Cobo (ESP)       | 15e                      |
| 165                      | Rubén Lobato (ESP)         | 137e                     |
| 166                      | Manuele Mori (ITA)         | AB                       |
| 167                      | Arkaitz Durán (ESP)        | 116e                     |

| Euskaltel-Euskadi EUS | Euskaltel-Euskadi EUS | Euskaltel-Euskadi EUS |
| --------------------- | --------------------- | --------------------- |
| Num                   | Coureur               | Pos                   |
| 171                   | Iban Mayo (ESP)       | 18e                   |
| 172                   | Joseba Albizu (ESP)   | 52e                   |
| 173                   | Andoni Aranaga (ESP)  | AB                    |
| 174                   | Iker Camaño (ESP)     | 71e                   |
| 175                   | Unai Etxebarria (VEN) | 151e                  |
| 176                   | Aitor Hernández (ESP) | 115e                  |
| 177                   | Iñaki Isasi (ESP)     | 54e                   |
| 178                   | Samuel Sánchez (ESP)  | 2e                    |

| Bouygues Telecom BTL | Bouygues Telecom BTL   | Bouygues Telecom BTL |
| -------------------- | ---------------------- | -------------------- |
| Num                  | Coureur                | Pos                  |
| 181                  | Jérôme Pineau (FRA)    | 41e                  |
| 182                  | Walter Bénéteau (FRA)  | 67e                  |
| 183                  | Olivier Bonnaire (FRA) | 130e                 |
| 184                  | Stef Clement (NED)     | 89e                  |
| 185                  | Pierre Drancourt (FRA) | 150e                 |
| 186                  | Didier Rous (FRA)      | 28e                  |
| 187                  | Matthieu Sprick (FRA)  | AB                   |
| 188                  | Thomas Voeckler (FRA)  | 22e                  |

| AG2R Prévoyance A2R | AG2R Prévoyance A2R     | AG2R Prévoyance A2R |
| ------------------- | ----------------------- | ------------------- |
| Num                 | Coureur                 | Pos                 |
| 191                 | Francisco Mancebo (ESP) | 23e                 |
| 192                 | José Luis Arrieta (ESP) | 146e                |
| 193                 | Philip Deignan (IRL)    | 113e                |
| 194                 | Samuel Dumoulin (FRA)   | 44e                 |
| 195                 | John Gadret (FRA)       | AB                  |
| 196                 | Stéphane Goubert (FRA)  | 64e                 |
| 197                 | Yuriy Krivtsov (UKR)    | AB                  |
| 198                 | Christophe Moreau (FRA) | 59e                 |

| Barloworld BAR | Barloworld BAR         | Barloworld BAR |
| -------------- | ---------------------- | -------------- |
| Num            | Coureur                | Pos            |
| 201            | Igor Astarloa (ESP)    | 16e            |
| 202            | Diego Caccia (ITA)     | 147e           |
| 203            | Giampaolo Cheula (ITA) | 91e            |
| 204            | Ryan Cox (RSA)         | 65e            |
| 205            | Mauro Facci (ITA)      | 135e           |
| 206            | Tiaan Kannemeyer (RSA) | 131e           |
| 207            | Hugo Sabido (POR)      | 60e            |
| 208            | Tom Southam (GBR)      | AB             |

| Unibet.com UNI | Unibet.com UNI              | Unibet.com UNI |
| -------------- | --------------------------- | -------------- |
| Num            | Coureur                     | Pos            |
| 211            | Ángel Castresana (ESP)      | 128e           |
| 212            | Johan Coenen (BEL)          | 109e           |
| 213            | Carlos García Quesada (ESP) | 78e            |
| 214            | Luis Pasamontes (ESP)       | 61e            |
| 215            | Matthé Pronk (NED)          | 145e           |
| 216            | Laurens ten Dam (NED)       | 55e            |
| 217            | Kurt Van de Wouwer (BEL)    | 118e           |
| 218            | Erwin Thijs (BEL)           | AB             |

| Agritubel AGR | Agritubel AGR             | Agritubel AGR |
| ------------- | ------------------------- | ------------- |
| Num           | Coureur                   | Pos           |
| 221           | Juan Miguel Mercado (ESP) | AB            |
| 222           | Aivaras Baranauskas (LTU) | AB            |
| 223           | Manuel Calvente (ESP)     | 56e           |
| 224           | Nicolas Crosbie (FRA)     | AB            |
| 225           | Moisés Dueñas (ESP)       | 127e          |
| 226           | Eduardo Gonzalo (ESP)     | AB            |
| 227           | Christophe Laurent (FRA)  | 43e           |
| 228           | Benoît Salmon (FRA)       | 13e           |

| Chocolade Jacques-Topsport Vlaanderen JAC | Chocolade Jacques-Topsport Vlaanderen JAC | Chocolade Jacques-Topsport Vlaanderen JAC |
| ----------------------------------------- | ----------------------------------------- | ----------------------------------------- |
| Num                                       | Coureur                                   | Pos                                       |
| 231                                       | Pieter Ghyllebert (BEL)                   | 104e                                      |
| 232                                       | Kurt Hovelijnck (BEL)                     | AB                                        |
| 233                                       | Serge Pauwels (BEL)                       | 101e                                      |
| 234                                       | Wesley Van Der Linden (BEL)               | 149e                                      |
| 235                                       | Frederik Veuchelen (BEL)                  | AB                                        |
| 236                                       | Frederik Willems (BEL)                    | 111e                                      |
| 237                                       | Maarten Wynants (BEL)                     | 68e                                       |
| 238                                       | Benny De Schrooder (BEL)                  | 114e                                      |

| Landbouwkrediet-Colnago LAN | Landbouwkrediet-Colnago LAN | Landbouwkrediet-Colnago LAN |
| --------------------------- | --------------------------- | --------------------------- |
| Num                         | Coureur                     | Pos                         |
| 241                         | Johan Verstrepen (BEL)      | AB                          |
| 242                         | Andy Cappelle (BEL)         | AB                          |
| 243                         | Bert De Waele (BEL)         | 48e                         |
| 244                         | Steven Kleynen (BEL)        | 69e                         |
| 245                         | Jean-Claude Lebeau (BEL)    | 148e                        |
| 246                         | Sven Renders (BEL)          | 120e                        |
| 247                         | Jean-Paul Simon (BEL)       | AB                          |
| 248                         | Frédéric Amorison (BEL)     | AB                          |